# Ben Renvall

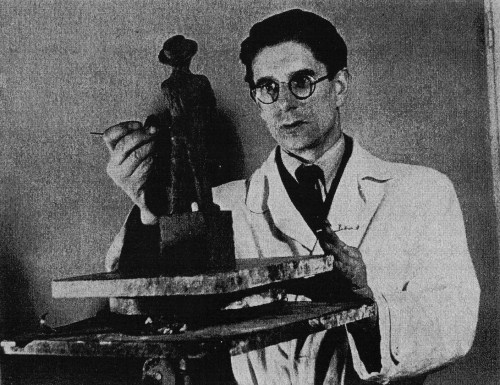
Ben Renvall

Tancred Benjamin (Ben) Renvall, född 3 april 1903 i Suomusjärvi, Finland, död 9 april 1979 i Helsingfors, var en finländsk skulptör.
Han var 1933–1943 gift med Ester Lähde. Han studerade vid Konstföreningens teckningsskola i Helsingfors 1927–1932 samt under ett flertal studieresor i Europa. Förutom ett stort antal utställningar i Finland medverkade han tillsammans med Brita af Klercker i en utställning i Malmö 1946 och tillsammans med Johannes Gebhard på Ekströms konsthall i Stockholm 1953. Han var under 1930-talet periodvis bosatt i Sverige. Bland hans mest uppmärksammade arbeten märks Jussistatyetten. Han tilldelades Pro Finlandia-medaljen 1945. Vid sidan av sitt eget skapande var han verksam som lärare vid Finlands konstakademis skola. Renvall är representerad vid Ateneum i Helsingfors och Moderna museet i Stockholm samt vid Malmö museum. 

### Uppslagsverk
- Svenskt konstnärslexikon, del IV, sid. 469. Allhems Förlag, Malmö.
- Renvall, Ben i Uppslagsverket Finland (webbupplaga, 2012). CC-BY-SA 4.0